# Obrada prirodnog jezika
Obrada prirodnog jezika je potpodručje računarske znanosti, obrade informacija i umjetne inteligencije
koje proučava interakciju između računala i ljudskih (prirodnih) jezika, posebno načine kako procesirati i
analizirati velike količine podataka iz prirodnog jezika pomoću računala.
Izazovi obrade prirodnog jezika često uključuju raspoznavanje govora, razumijevanje prirodnog jezika i
generiranje prirodnog jezika.

## Povijesni pregled
Povijest obrade prirodnog jezika započela je 1950-ih, iako je moguće pronaći radove i iz ranijih perioda.
1950. godine, Alan Turing je objavio članak pod nazivom "Inteligencija" koji predlaže
ono što danas nazivamo Turingovim testom kao kriterij inteligencije.
Eksperiment iz Georgetowna iz 1954. uključivao je posve automatizirani prijevod više od šezdeset ruskih
rečenica na engleski. Autori su tvrdili kako će za tri do pet godina strojno prevođenje biti riješen problem. Međutim, pravi napredak bio je mnogo sporiji i, nakon izvještaja ALPAC iz 1966., koji je otkrio da desetogodišnje istraživanje nije ispunilo očekivanja, financiranje za strojno prevođenje dramatično je smanjeno.
Malen broj istraživanja u području strojnog prevođenja proveden je do kasnih 1980-ih kad se razvijaju prvi sustavi
temeljeni na statističkom strojnom prevođenju.
Neki od najznačajnijih uspješnih sustava za obradu prirodnog jezika razvijenih u 1960-ima su SHRDLU, sustav za
obradu prirodnog jezika koji radi u ograničenom "svijetu blokova" s ograničenim vokabularom, i ELIZA,
simulacija psihoterapeuta koju je napisao Joseph Weizenbaum između 1964. i 1966. Gotovo bez korištenja 
ikakvih informacija o ljuskom 
razmišljanju i emocijama, ELIZA je ponekad pružala interakciju zapanjujuće nalik ljudskoj. Kada "pacijent"
nadiđe njezinu vrlo malenu bazu znanja, ELIZA bi mogla pružiti generički odgovor, primjerice odgovarajući na 
"Boli me glava" pitanjem "Zašto kažete da Vas boli glava?".
Tijekom 1970-ih, mnogi programeri počinju pisati "konceptualne ontologije" koje strukturiraju znanje iz stvarnog
svijeta u podatke koji su razumljivi računalu. Primjeri uključuju MARGIE (Schank, 1975), SAM (Cullingford, 1978), 
PAM (Wilensky, 1978), TaleSpin (Meehan, 1976), QUALM (Lehnert, 1977), Politics (Carbonell, 1979) i
Plot Units (Lehnert 1981). Tijekom ovog razdoblja napisani su mnogi chatbot-ovi kao što su PARRY,
Racter i Jabberwacky.
Sve do 1980-ih, većina sustava za obradu prirodnog jezika bazirala se na kompleksnim skupovima ručno pisanih pravila.
Kasnih 1980-ih dolazi do revolucije u obradi prirodnog jezika s uvođenjem algoritama strojnog učenja za obradu
jezika. Za ovo su zaslužni postojan rast računalne moći (vidi Mooreov zakon) i postupno popuštanje dominacije
Chomskyjevih teorija lingvistike (npr. transformacijska gramatika) čije su teoretičarske pretpostavke
obeshrabrivale uporabu lingvistike korpusa koja je temelj pristupa obradi jezika temeljenog na strojnom učenju.
Neki od najranije korištenih algoritama strojnog učenja, kao što su stabla odluke, generiranju sustave čvrstih
ako-onda pravila sličnih postojećim ručno pisanim pravilima. Međutim, označavanje vrsta riječi u rečenicama
uvodi uporabu skrivenih Markovljevih modela u područje obrade prirodnog jezika i istraživanja se sve više
usredotočuju na statističke modele koji stvaraju meke probabilističke granice temeljene na povezivanju
težina sačinjenih od realnih brojeva sa značajkama iz ulaznih podataka. Cache jezični modeli, na kojima se danas
temelje mnogi sustavi za raspoznavanje govora, primjer su takvih statističkih modela. Takvi modeli su u pravilu
robusniji kad rade s nepoznatim ulaznim podacima, posebice onima koji sadrže pogreške (što je vrlo često kod
stvarnih podataka), i daju pouzdanije rezultate kad su integrirani u velik sustav koji se sastoji od brojnih
podzadataka.
Mnogi rani uspjesi zabilježeni su u području strojnog prevođenja, posebice zahvaljujući radu IBM Research-a,
gdje su razvijeni znatno složeniji statistički modeli. Ovi sustavi koristili su višejezične korpuse tekstova
koje su sastavili Kanadski parlament i Europska unija kao rezultat zakona koji zahtijevaju prevođenje
svih vladinih odluka na sve službene jezike. Međutim, većina drugih sustava ovisi o korpusima teksta koji su
izgrađeni specifično za zadatak na koji se ti sustavi primjenjuju, što je veliko ograničenje ovakvih sustava.
Kao rezultat toga, velik broj istraživanja bavi se metodama koje omogućavaju efektivnije učenje na temelju ograničenih
količina podataka.
Nedavna istraživanja su sve više usredotočena na algoritme nenadziranog i polunadziranog učenja. Takvi
algoritmi mogu učiti na temelju podataka koji nisu ručno označeni željenim odgovorima ili mogu koristiti
kombinaciju označenih i neoznačenih podataka. Ovakav način učenja je u pravilu mnogo zahtjevniji od 
nadziranog učenja te često daje gore rezultate za istu količinu ulaznih podataka. Međutim, u području prirodnog
jezika postoji enormna količina neoznačenih podataka koji su javno dostupni (uključujući, između ostalog, i
cjelokupni sadržaj World Wide Web-a) i koji često nadoknađuju gore rezultate ako korišteni algoritam ima
dovoljno malu vremensku složenost da učenje na tolikom količinom podataka bude praktično.
U 2010-ima, učenje temeljeno na značajkama i strojno učenje temeljeno na dubokim neuronskim mrežama
postaju rasprostranjeni pristupi u obradi prirodnog jezika, djelomice zahvaljujući naletu rezultata koji pokazuju
kako ovakve tehnike postižu najbolje rezultate na brojnim zadacima iz područja prirodnog jezika, primjerice 
modeliranju jezika, parsiranju i brojnim drugima. Popularni pristupi uključuju korištenje
vektorskih reprezentacija riječi kako bi uhvatili semantička svojstva riječi te učenje od kraja do kraja
(engl. end-to-end) zadataka više razine (npr. odgovaranje na pitanja) umjesto korištenja cjevovoda sastavljenih
od zasebnih zadataka. Ova je promjena u nekim područjima povukla za sobom značajne promjene u načinu na koji se
sustavi za obradu prirodnog jezika dizajniraju pa se stoga pristupi temeljeni na dubokim neuronskim mrežama mogu
smatrati novom paradigmom razdvojenom od statističke obrade prirodnog jezika. Primjerice, pojam [[neuronsko
strojno prevođenje]] naglašava činjenicu da pristupi strojnom prevođenju temeljeni na dubokim modelima izravno
uče transformacije iz sekvence u sekvencu, čime nestaje potreba za međukoracima kao što su određivanje poretka
riječi ili modeliranje jezika koji se koriste u statističkom strojnom prevođenju.

## Obrada prirodnog jezika temeljena na pravilima vs. statistička obrada prirodnog jezika
U početku su mnogi sustavi za obradu jezika bili osmišljeni ručnim sastavljanjem skupa pravila, npr. pisanjem
gramatika ili dizajniranjem heurističkih pravila za stemming. Međutim, ovakav je pristup rijetko robustan
na varijacije u prirodnim jezicima.
Od takozvane "statističke revolucije" u kasnim 1980-im i srednjim 1990-im, dobar dio istraživanja u području obrade
prirodnog jezika uvelike se oslanjao na strojno učenje.
Paradigma strojnog učenja koristi statističko zaključivanje kako bi se pravila naučila automatiziranim postupkom
kroz analizu velikih korpusa sastavljenih od tipičnih stvarnih primjera.
Mnogo različitih vrsta algoritama strojnog učenja primijenjeno je na probleme iz područja obrade prirodnog jezika.
Ovi algoritmi kao ulaz primaju veliki skup značajki koje se generiraju na temelju ulaznih podataka. Neki od najranijih
algoritama, kao što su stabla odluke, rezultiraju sustavima čvrstih ako-onda pravila koji su slični sustavima
s ručno pisanim pravilima koji su tada bili česti. No, istraživanje se sve više fokusiralo na statističke modele
koji donose meke probabilističke odluke na temelju odgovarajućih težina realnih brojeva koje su povezane sa svakom ulaznom značajkom.
Takvi modeli imaju prednost da mogu izraziti u kojoj su mjeri sigurni u koje od mnogo različitih mogućih odgovora, čime se dobivaju
pouzdaniji rezultati kad se ovakvi modeli koriste kao komponente većih sustava.
Sustavi temeljeni na strojnom učenju imaju mnoge prednosti u odnosu na ručno sastavljena pravila:
- Postupci učenja automatski se usredotočuju na najčešće slučajeve, dok kod ručnog pisanja pravila često nije očito u kojem smjeru treba krenuti.

- Automatizirani postupci učenja mogu iskoristiti algoritme temeljene na statističkom zaključivanju kako bi stvorili modele koji su robusni na nepoznate ulazne podatke (npr. koji sadrže riječi ili strukture koje algoritam nije ranije susreo) i ulazne podatke koji sadrže pogreške (npr. pogrešno napisane riječi ili riječi koje su greškom izostavljene iz teksta). U pravilu, stvaranje sustava temeljenih na rukom pisanim pravilima koji mogu raditi s takvim ulazima je vrlo teško, a proces njihove izgradnje je sklon pogreškama i vremenski zahtjevan.

- Sustavi temeljeni na automatiziranom učenju pravila mogu se poboljšati tako da ih se jednostavno nauči na većoj količini podataka. Sustavi temeljeni na pravilima mogu postati točniji samo ako se poveća kompleksnost pravila, što je mnogo teži zadatak. Postoji granica do koje se može povećavati kompleksnost sustava temeljenih na pravilima nakon koje sustavi postaju nepodesni za rukovanje. S druge strane, stvaranje većeg broja ulaznih podataka za sustave koji koriste strojno učenje jednostavno zahtijeva veći broj sati rada, bez povećanja kompleksnosti posla koji se obavlja.

## Glavni zadaci
U nastavku je dan kratak pregled najčešćih zadataka kojima se bavi obrada prirodnog jezika. Neki od njih se
izravno primjenjuju na stvarnim problemima, dok se kompleksniji problemi često razlažu u nekoliko podzadataka
koji se rješavaju zasebno i potom nadovezuju u potpuno rješenje. Kako se isti podzadaci često pojavljuju u mnogim
primjenama, danas su brojni od njih postali zaseban predmet istraživanja.
Iako su zadaci iz područja obrade prirodnog jezika često međusobno usko povezani ili isprepleteni, često se zbog praktičnosti
dijele u nekoliko kategorija. U nastavku je dana grupa podjela.

### Sintaksa
Učenje formalne gramatikeGeneriranje formalne gramatike koja opisuje sintaksu danog jezika.
LematizacijaSvođenje riječi na kanonski oblik.
Morfološka segmentacijaRazdvajanje riječi na morfeme i identificiranje razreda morfema. Težina ovog zadatka uvelike ovisi o kompleksnosti morfologije jezika nad kojim se primjenjuje. Engleski jezik ima prilično jednostavnu morfologiju, posebice infleksijsku morfologiju, i stoga je moguće posve ignorirati ovaj zadatak i modelirati sve moguće oblike neke riječi kao zasebne riječi. U infleksijski kompleksnijim jezicima, kao što je hrvatski, takav pristup nije moguć jer jedna riječ može imati vrlo velik broj oblika.
Označavanje vrsta riječiOznačavanje vrsta riječi u danoj rečenici. Ponekad se ista riječ može upotrijebiti u više različitih značenja s obzirom na vrstu riječi. Ovo nije osobito čest slučaj u hrvatskom jeziku, no engleski jezik obiluje ovakvim primjerima. Često se ista riječ može koristiti kao imenica i kao glagol pa tako riječ 'book' može označavati imenicu "knjiga" ili glagol "rezervirati". Jezici s manje izraženom infleksijskom morfologijom, kao što je engleski, skloniji su ovakvoj dvoznačnosti.
ParsiranjeOdređivanje stabla parsiranja (gramatička analiza) dane rečenice. Gramatika prirodnih jezika je dvoznačna i za rečenice je tipično moguće izgraditi više različitih stabala koja zadovoljavaju uvjete gramatike, iako mnoga od njih čitatelju neće imati smisla jer će on na temelju konteksta automatski odbaciti brojne mogućnosti.
Razdvajanje rečenicaPronalaženje granica između rečenica u danom tekstu. Granice su obično označene rečeničnim znakovima: točkom, uskličnikom ili upitnikom. No, neki od njih mogu služiti i u druge svrhe, primjerice za pisanje datuma, kratica ili rednih brojeva.
Stemming (Korjenovanje)Proces odstranjivanja nastavaka riječi nastalih infleksijskom ili derivacijskom morfologijom kako bi se u konačnici dobio korijen riječi.
Segmentacija riječiRazdvajanje teksta na zasebne riječi. Za jezike kao što je hrvatski, ovo je relativno jednostavan zadatak jer su riječi obično razdvojene razmacima. Međutim, neki jezici kao što su japanski ili kineski ne označavaju granice na taj način i za takve jezike je segmentacija značajan problem koji zahtijeva znanje vokabulara i morfologije jezika.
Izdvajanje terminaAutomatizirano izdvajanje važnih termina (pojmova) iz teksta.

### Semantika
Leksička semantikaZnačenje pojedinih riječi u kontekstu.
Distribucijska semantikaUčenje semantičkih reprezentacija iz podataka.
Strojno prevođenjeAutomatizirano prevođenje teksta s jednog ljudskog jezika na drugi.
Prepoznavanje imenovanih entitetaPrepoznavanje vlastitih imena, kao što imena ljudi ili mjesta, iz teksta i njihova kategorizacija (npr. osoba, lokacija ili organizacija). Velika početna slova mogu pomoći u prepoznavanju imenovanih entiteta kod jezika kao što su hrvatski ili engleski, no ova informacija često nije dovoljna i često ne pomaže kod određivanja tipa entiteta o kojem se radi. Nadalje, mnogi jezici uopće ne razlikuju velika i mala slova, dok se u nekima velika početna slova ne koriste samo za označavanje vlastiti imenica (primjerice, u njemačkom jeziku se sve imenice pišu velikim početnim slovom).
Generiranje prirodnog jezikaPretvaranje strukturiranih podataka, kao što su podaci iz baza znanja ili baza podataka, u tekst napisan prirodnim jezikom.
Razumijevanje prirodnog jezikaNastoji omogućiti računalima da čitaju s razumijevanjem.
Optičko očitavanje znakovaZa danu sliku na kojoj se nalazi otisnuti tekst, određuje odgovarajući tekst.
Odgovaranje na pitanjaOdređivanje odgovora na dano pitanje postavljeno prirodnim jezikom. Kako bi mogao dati odgovori, sustav obično mora imati pristup nekoj bazi znanja, primjerice Wikipedija stranicama.
Prepoznavanje tekstualne implikacijeZa dva dana teksta, ako je prvi tekst istinit, proučava se što to govori o istinitosti drugog teksta. Istinitost prvog teksta može implicirati da je drugi tekst onda također istinit, da je drugi tekst onda nužno neistiniti ili tekstovi mogu biti takvi da između njih ne postoji zavisnost.
Izdvajanje odnosaZa dani tekst treba odrediti odnose između imenovanih entiteta.
Analiza sentimentaIzdvajanje subjektivnih informacija iz skupa dokumenata. Obično se koristi za određivanje polarnosti nekog skupa tekstova, točnije određivanje jesu li tekstovi pozitivni ili negativni. Vrlo je popularna za ispitivanje mišljenja javnosti o nekoj temi, osobi ili proizvodu (posebice na društvenim mrežama) te se često koristi u svrhu marketinga.
Izdvajanje temaRazdvaja dani tekst na više dijelova, tako da je svaki dio posvećen jednoj temi, i određuje koja je konkretna tema svakog dijela.
Razrješavanje dvoznačnosti riječiMnoge riječi mogu imati više značenja. Cilj je odrediti koje od njih ima najviše smisla u danom kontekstu.

### Diskurs
Automatsko generiranje sažetakaGeneriranje pouzdanog sažetka na temelju nekog teksta, primjerice generiranje sažetaka vijesti ili znanstvenih radova.
Razrješavanje unakrsnih referenciOdredi koje riječi (odnosno koja spominjanja) u tekstu se odnose na isti entitet. Primjerice, na početku teksta koji govori o Sveučilištu u Zagrebu, ono će se vjerojatno spomenuti svojim putnim imenom. No, kasnije u tekstu ono može biti spomenuto samo kao 'sveučilište' ili se na njega možemo referencirati zamjenicom 'ono'. Cilj je pronaći i povezati sve zamjenice i moguće alternativne nazive za isti entitet.
Analiza diskursaOvo područje uključuje brojne povezane zadatke. Zajedničko im je to što se bave analizom teksta kao veće cjeline, odnosno obično djeluju nad količinom teksta koja je veća od jedne rečenice.

### Govor
Prepoznavanje glasa (Prepoznavanje govora, Raspoznavanje govora)Određuje tekstualnu reprezentaciju govora na temelju zvučnog odsječka.
Segmentacija govoraZa dani zvučni odsječak, cilj je razdvojiti odsječak na manje dijelove od kojih svaki predstavlja jednu riječ. Ovo je važan podzadatak prepoznavanja govora.
Pretvaranje teksta u govorPretvara dani pisani tekst u zvučnu reprezentaciju istog.